# Karolinenplatte
Die Karolinenplatte ist eine kleine tektonische Platte nördlich von Neuguinea. Ihre Südwestgrenze ist eine Subduktionszone vor der Bird's-Head-Platte und der Woodlarkplatte, die Südostgrenze eine ozeanische Konvergenzzone zur Nordbismarck-Platte. Eine Transformstörung bildet die nördliche und östliche Grenze zur Pazifischen Platte. Entlang der Grenze zur Philippinischen Platte im Westen befindet sich eine Subduktionszone, die nach Süden in eine Riftzone übergeht.